# 普拉庫烏巴
1°44′37″N 50°47′4″W / 1.74361°N 50.78444°W

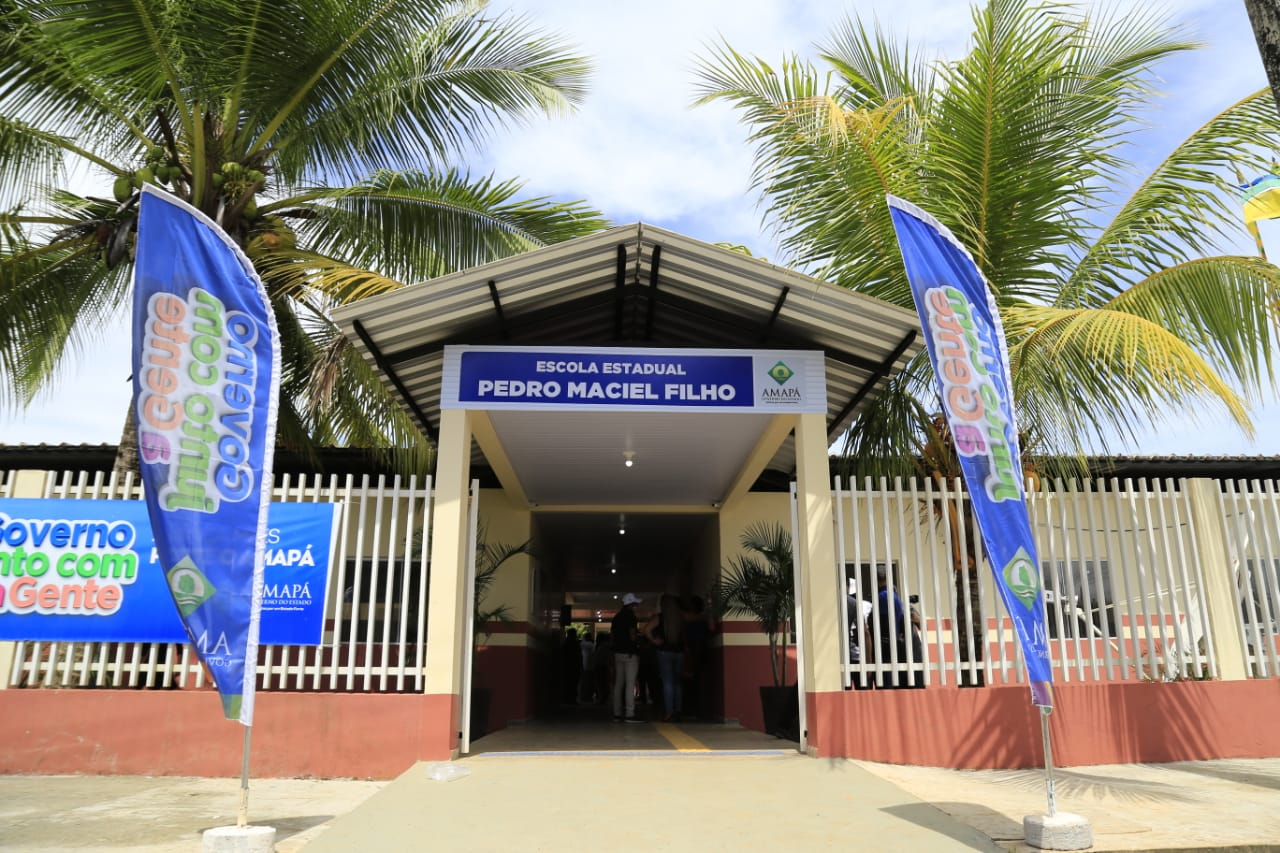
普拉庫烏巴

普拉庫烏巴（葡萄牙語：Pracuúba），是巴西的城鎮，位於該國北部，由阿馬帕州負責管轄，距離馬卡帕235公里，始建於1901年，面積4,957平方公里，2014年人口4,404，人口密度每平方公里0.89人。